# Lago di Ravedis
Il lago di Ravedis è un lago artificiale nel territorio comunale di Montereale Valcellina, in provincia di Pordenone. È lungo 7 km, profondo 48,5 metri circa, contiene 25,8 milioni di m³ d'acqua. La quota di massimo invaso è 341,00 m s.l.m., di minima regolazione 306,50, mentre quella di massima regolazione è 338,50 m s.l.m.

## Storia
Un primo progetto per la costruzione della diga di Ravedis risale alla fine degli anni '50; infatti era prevista una diga ad arco-cupola nella stessa sede di quella attuale alta una cinquantina di metri, e con lo sbarramento di Mezzocanale (mai realizzato a monte di Barcis), doveva entrare a far parte nell'impianto del Grande Vajont.
La tragedia successa ad Erto e Casso nel 1963 bloccò il progetto che prese il via diversi anni più tardi, all'inizio degli anni 80. La grande paura dell'evento (accaduto a pochi km di distanza) fece si che si spesero molti dei soldi disponibili per consolidare le sponde della valle tramite iniezioni di cemento dove sarebbe dovuta sorgere la diga.
Tuttavia, per l'inizio vero e proprio del cantiere si dovranno aspettare quasi trent'anni.
Dopo un travagliato iter riguardante il progetto e i costruttori, nel 1986 viene posizionata la prima pietra della diga.
Dopo cinque anni di pausa (1994-1999) dovuti alla mancanza di fondi, i lavori riprendono a maggio 2001, la struttura diga viene terminata nel novembre 2003, mentre per il completamento degli impianti elettrici e delle paratoie si dovranno aspettare altri 7 anni. Nei tre anni successivi vengono eseguiti i collaudi di tutte le apparecchiature.
Nella primavera del 2015 il collaudo tecnico-funzionale dell'opera non è stato ancora eseguito per problemi alle paratoie degli scarichi di fondo, che tuttavia non pregiudicano il funzionamento del bacino e che si conta di risolvere entro la primavera del 2016.
Attualmente (2022),viene ancora mantenuto a quota di sicurezza, sui 318 m s.l.m, con una perdita del 77% rispetto al volume irriguo previsto, fino al termine della riparazione e successivo collaudo, delle paratoie dello scarico nel lato sinistro.

## La diga

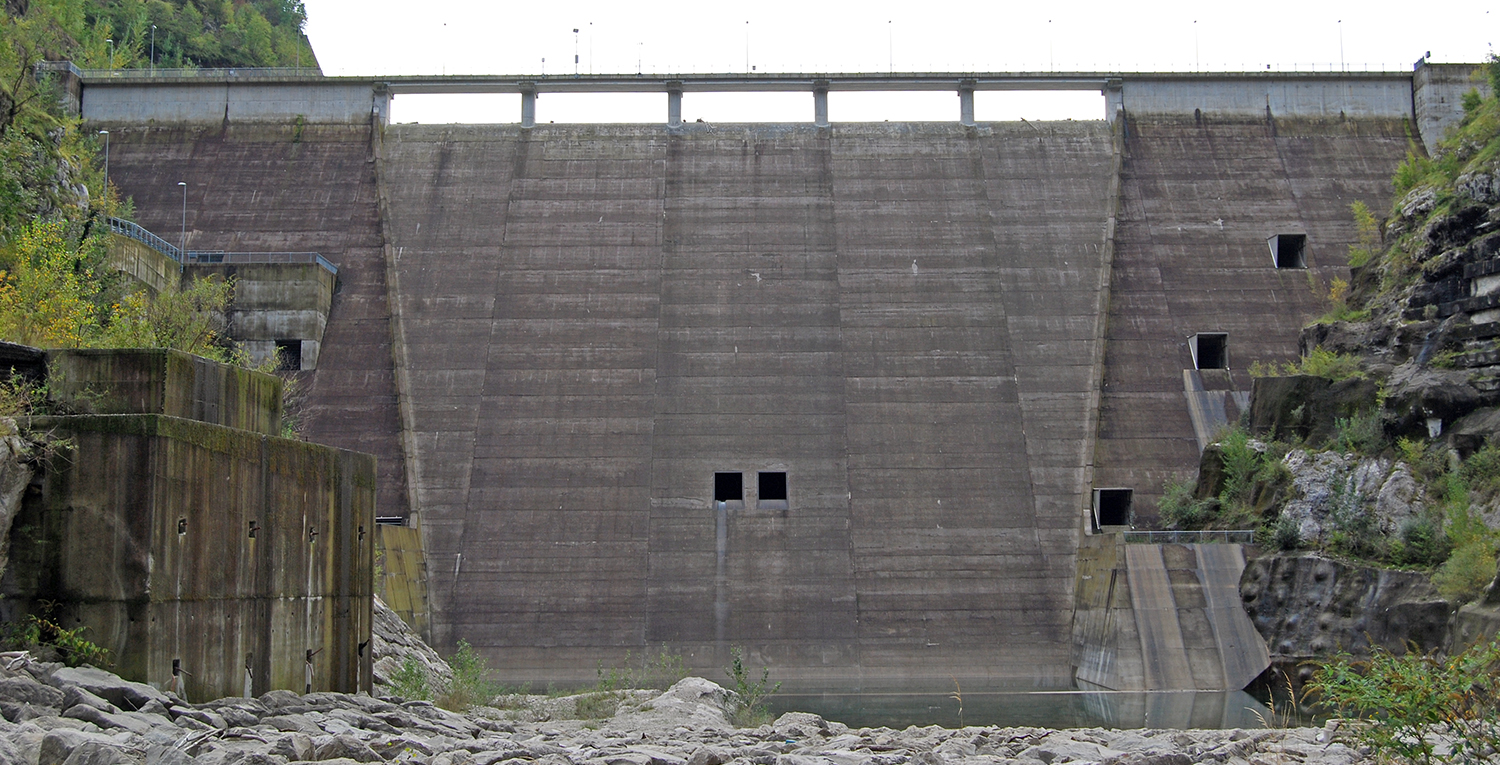
La diga di Ravedis, vista da valle. Al centro gli scarichi di mezzofondo ed esaurimento

Le condizioni geomorfologiche della stretta scavata dal torrente Cellina, hanno indotto al progetto di una diga del tipo a gravità massiccia ad asse rettilineo, fondata direttamente sulla formazione rocciosa tramite un tampone monolitico (una sorta di enorme plinto di fondazione) attraverso la rimozione della coltre alluvionale ghiaiosa di circa 40 metri, ed opportuni scavi di regolarizzazione della superficie d'imposta. Lo sbarramento ha un volume di 300.000 m³ di calcestruzzo. L'altezza sul punto più depresso, è di 88 metri.
Il coronamento carrabile comprende 5 luci di sfioro, è lungo circa 170 m, e largo 3,50 m.
Il corpo della diga è suddiviso in 10 conci: uno centrale della larghezza di 18 m, altri otto conci (quattro per lato) della larghezza di 16,50 m, ulteriore concio di 10,50 m in sinistra.
La stabilità al movimento dei conci dovuto alla pressione idrostatica è assicurata dal tampone monolitico alla base, e di un pulvino continuo, sagomato sulle due spalle.
La tenuta idraulica è formata da un doppio schermo di impermeabilizzazione. Uno schermo principale a monte ed un contro-schermo di valle. Lo schermo principale, leggermente inclinato verso monte, raggiunge una profondità massima di circa 70 m nella zona centrale della valle e si addentra nei versanti per circa 60 dove è stato realizzato con iniezioni a partire da un sistema di 8 cunicoli costruiti a diverse quote.
Nel tampone monolitico a valle della diga, è stata incorporata la culla arrotondata per dissipare il flusso d'acqua, proveniente dalle luci di sfioro e dagli scarichi di mezzofondo e di esaurimento.

## Scarichi
Sul coronamento della diga sono disposte cinque luci di sfioro da 15 m di larghezza (75 totali), per una portata di 550 m³/s. 
Gli scarichi di superficie si compongono di due sfioratori laterali indipendenti sagomati a doppio «becco d'anatra», con soglia alla quota 338,50, uno in sponda destra, l'altro in sinistra. Tramite una vasca di raccolta lunga 64 m a quota 328, ed uno scivolo galleria inclinato di 45°, si innestano nella sottostante galleria dello scarico di fondo, a valle della paratoia del suddetto scarico. La loro portata è di 700 m³/s.
Gli scarichi di fondo sono costituiti da due gallerie circolari (una per versante), del diametro di 8 metri lunghe di 500 m, rivestite con cemento armato dallo spessore di 95 cm, e nell'arco rovescio composto con inerti basaltici per ottenere una buona resistenza all'abrasione. 
Sono comandati da una coppia di paratoie piane alte 6 m e larghe 4,50 m, alloggiate in un'apposita camera ubicata sotto la vasca collettrice dello scarico di superficie, circa 50 m a monte dell'innesto discenderia-galleria Le camere delle paratoie sono accessibili dal piazzale degli scarichi di superficie tramite pozzo e breve cunicolo.
L'imbocco di ciascuna galleria è sagomato a «pipa» con soglia alla quota 308 m s.m. di massimo svaso. 
Lo sbocco è conformato a «salto di sci», per evitare fenomeni di erosione a valle. Studiato su modello idraulico nel Centro Sperimentale di Voltabarozzo (Padova) del Magistrato alle Acque di Venezia, ha dimostrato la piena funzionalità. Complessivamente possono scaricare la portata massima di 1400 m³/s, svuotando il lago in sole 5 ore.
Gli scarichi di mezzofondo e di esaurimento sono costituiti da tubazioni del diametro di 1,50 m, alloggiate nel concio centrale della diga, e comandati da saracinesche. Lo scarico di mezzofondo ha l'imbocco a quota 320 m s.m. mentre quello di esaurimento permette lo svuotamento del lago fino a quota minima di 296 m s.m. Ciascuno di questi scarichi ha una portata di 37 m³/s.
Sul lato destro del lago è presente la presa per garantire alle centrali idroelettriche di Ponte Giulio, San Leonardo, San Foca, Villa Rinaldi un costante flusso d'acqua.

## Funzione dell'invaso
In occasione di condizioni atmosferiche sfavorevoli, con abbondanti precipitazioni nelle prealpi, il rischio alluvione per diversi centri rivieraschi è molto alto. Un evento alluvionale catastrofico si è verificato nel 1966; nel 2002 si è sfiorato lo stesso tipo di tragedia. Nel 2010 si sono verificati eventi climatici tali da essere paragonabili al '66, il 2 novembre dello stesso anno è stato dichiarato lo stato di massima allerta. Nell'ottobre 2018, in occasione della Tempesta Vaia, ha laminato la piena del bacino montano del torrente Cellina di 1400 m³/s mitigando gli effetti a valle nella bassa pianura Pordenonese.
La diga dovrebbe contribuire a limitare tali rischi, ma non viene ritenuta sufficiente a eliminarli del tutto. Costruita per avere un effetto di laminazione della piena; ottenuto tramite la realizzazione, alla base dello sbarramento, di un'apertura tale da garantire a valle della diga il 100% della portata del fiume Cellina a regime normale e trattenere a monte della diga la portata eccedente durante gli intensi fenomeni piovosi.
Oltre a questo, la centrale permette continuità d'esercizio agli impianti idroelettrici costruiti lungo il torrente Cellina.

## Centrali del Cellina
La costruzione della diga ha comportato un cambiamento notevole nell'asse elettro-irriguo dell'asta del Cellina. Nel 1988, avvenne la dismissione della centrale di Malnisio (25 febbraio), Giais e Partidor (10 maggio), e furono sostituite da due nuove centrali lungo il corso del torrente Cellina.
La prima in località Ponte Giulio, alimentata direttamente dalla diga di Ravedis, con canale in pressione della centrale, lungo 4511 m., dopo essersi collegato al pozzo piezometrico, mediante due brevi condotte forzate metalliche (di m 50,7 e 47,4) alimenta i due gruppi turbina-alternatore Kaplan ad asse verticale, (salto motore 61,70 m) con generatore sincrono (potenza 92 MW). La vasca e il canale di scarico hanno lunghezza rispettivamente di 46 m e 664 m.
La seconda centrale nella frazione di San Leonardo Valcellina, (la più potente dell'asta del Cellina) ha lo schema idraulico e opere simili a quelli dell'impianto di Ponte Giulio. Dal canale di scarico riceve l'acqua alla vasca di carico. Dalla vasca di carico parte il canale di derivazione in pressione costituito da due tubazioni lunghe circa 4400 m, che si innestano alla base del pozzo piezometrico. Da questo si dipartono le due condotte forzate metalliche lunghe circa 70 m che alimentano i due gruppi turbina-alternatore Francis ad asse verticale, (salto motore 78,52 m) con generatore sincrono (potenza 125 MW).
Le rimanenti centrali "gemelle" di San Foca e Villa Rinaldi nel comune di San Quirino, costruite dalla SADE nel 1953 e alimentate dal serbatoio di Barcis, (salto motore di 52,11 m e 48,29 m e turbina-alternatore Francis ad asse verticale da 5 MW), sono state potenziate nel 1985 con l'aggiunta di un secondo gruppo turbina-alternatore Francis ad asse verticale, e generatore sincrono entrambi da 9 MW. Inoltre, nel 2013, venne eseguito il ripristino delle condotte forzate, realizzate in C.A.P alimentanti il primo gruppo installato, con l'inserimento di tubazioni in vetroresina da 12 metri ciascuna,  per tutta la lunghezza di 2.354 metri.
Nel 1997, è stata realizzata una quinta centrale nei pressi di Cordenons. A causa del terreno ricco di risorgive, nella costruzione è stato utilizzato il sistema Wellpoint.
L'impianto deriva le acque nella parte terminale dell'esistente canale di scarico della centrale idroelettrica di Villa Rinaldi, dove sono state ricavate la vasca di carico e l'opera di presa. Il canale di derivazione in pressione, lungo 3.780 m circa, è costituito da due tubazioni interrate in cemento armato precompresso che si innestano nel basamento della torre piezometrica. Da qui parte una breve condotta forzata che termina con un distributore dotato di tre diramazioni facenti capo ad tre gruppi turbina-alternatore ad asse verticale con turbina Francis e generatore asincrono. L'acqua scaricata dalla centrale viene restituita, tramite un canale, nel torrente Meduna. Dopo la costituzione dell’impianto è stato realizzato da ditta privata un impianto mini-idro per l’utilizzo del salto residuo sulla restituzione nel torrente Meduna.